# Finlandia (Sibelius)

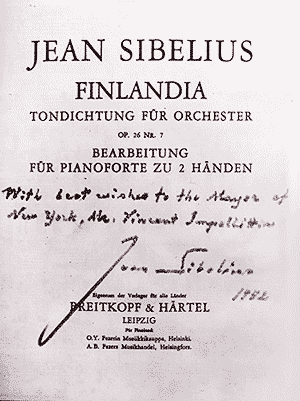
Eerste editie

Finlandia (op.26 nr. 7) is een symfonisch gedicht van Jean Sibelius en waarschijnlijk het bekendste werk van deze Finse componist. De uitvoering ervan beneemt 7½ tot 9 minuten.
Sibelius schreef de eerste versie in 1899 ten behoeve van een drie dagen durende viering, ter ondersteuning van de demonstratie die opkwam voor persvrijheid, die toen onder censuur van de tsaar van Rusland stond. Sibelius’ bijdrage hieraan was het laatste van een serie van zes werken over de geschiedenis van Finland en heette Finland ontwaakt (Suomi herää). Het laatste deel van dit opzichzelfstaand symfonisch gedicht was een patriottisch stuk, gericht tegen de intrekking van de Finse autonomie door Rusland. Op de première op 4 december 1899 mocht het die titel niet dragen; het stond op het programma als impromptu. 
In 1900 herzag Sibelius het werk en maakte er de suite Historic Scenes No. 1 voor piano solo van. Op 2 juli 1900 vond onder de naam Finlandia, dat de definitieve naam van het stuk werd, in Helsinki de première plaats met het Filharmonisch Orkest van Helsinki onder leiding van Robert Kajanus. In 1900 werd het stuk onder de titel Finland ontwaakt gespeeld op de wereldtentoonstelling in Parijs, waardoor de Finse zaak onder de aandacht van de buitenwereld kwam. In Finland werd Finlandia om Russische censuur te vermijden ook uitgevoerd onder andere titels, zoals "Happy Feelings at the awakening of Finnish Spring".
Later hergebruikte Sibelius het laatste deel van Finlandia in zijn Finlandia-hymne, dat als het officieuze Finse volkslied geldt, hoewel het officiële nationale volkslied Maamme is. De dichter en hoogleraar Veikko Antero Koskenniemi (1885-1962) schreef er in 1941 de tekst bij, naar aanleiding van de Winteroorlog tussen Finland en de Sovjet-Unie van 1939. 
Finlandia werd wel het nationale volkslied van de in Afrika gelegen republiek Biafra, die van 30 mei 1967 tot 15 januari 1970 een de facto onafhankelijke staat in Nigeria was.
Op het muziekalbum Storms over London Town speelt Troy Donockley, een Engelse componist en multi-instrumentalist, een bijzondere versie van het werk op Uilleann pipes.
Een aantal christelijke liederen, met zowel Engelse als Nederlandse tekst, deels te vinden via Kerliedwiki, is op de melodie van de hymne in dit symfonisch gedicht gebaseerd, waarbij het Opwekkingslied 'Ik bouw op U' wel het bekendst is. 
- Ik bouw op U, mijn Schild en mijn Verlosser
- Ga maar gerust, want Ik zal met je meegaan
- Gij zijt het licht temidden van het duister
- U bent de weg, waarop wij nimmer dwalen
- Wanneer een mist herkenning laat vervagen
- Wees niet jaloers op wie met God niet leven
- Wees stil mijn ziel, de Heer staat u terzijde
- Wees stil mijn ziel, de Heer is aan uw zij
- Hoor toch, mijn volk
- Word stil, mijn ziel.